# Agin (Armenië)
Agin (Armeens: Աղին) is een plaats in Armenië. Deze plaats ligt in de marzer (provincie) Sjirak. Deze plaats ligt 82 kilometer (hemelsbreed) van de Jerevan (de hoofdstad van Armenië) af. De stad aan de Turkse grens.